# Route nationale 33 (Grèce)
Pour les articles homonymes, voir Route nationale 33.
La route nationale 33 (en grec moderne : Εθνική Οδός 33, en abrégé EO33) est une route nationale du Péloponnèse en Grèce. 

## Situation
La route EO33 relie Patras à Levídi en passant par Lámbia, Tripótama et le mont Érymanthe.
Elle parcourt 142 kilomètres.

## Galerie

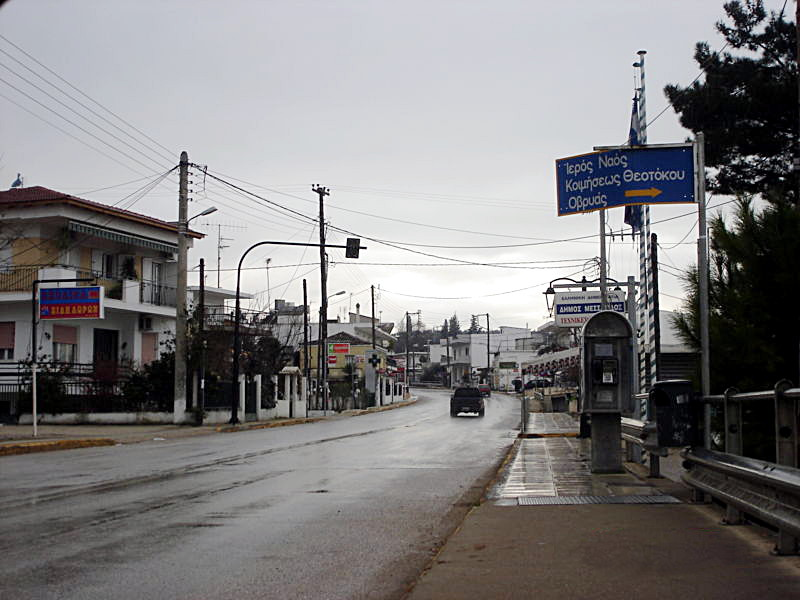
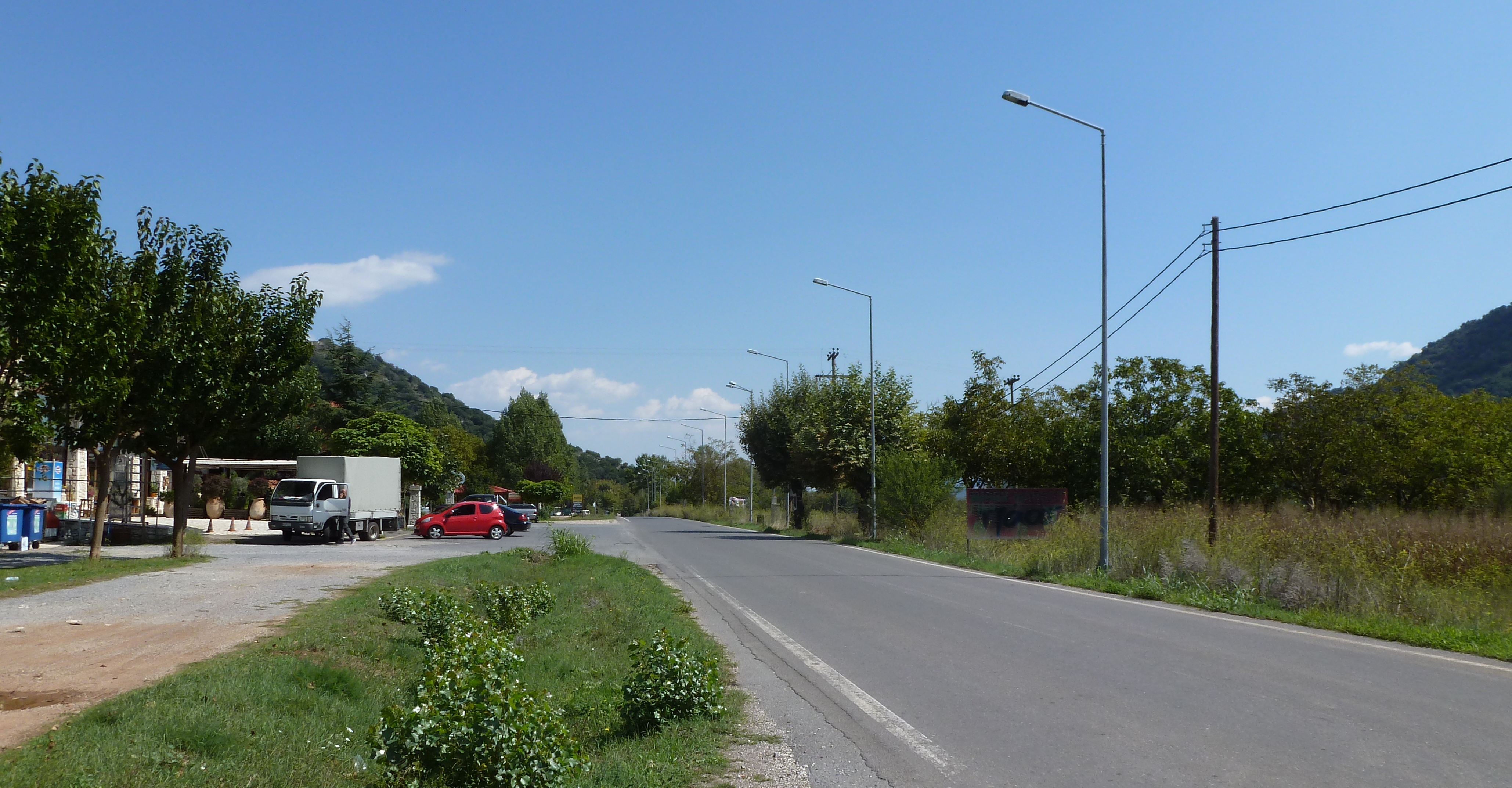
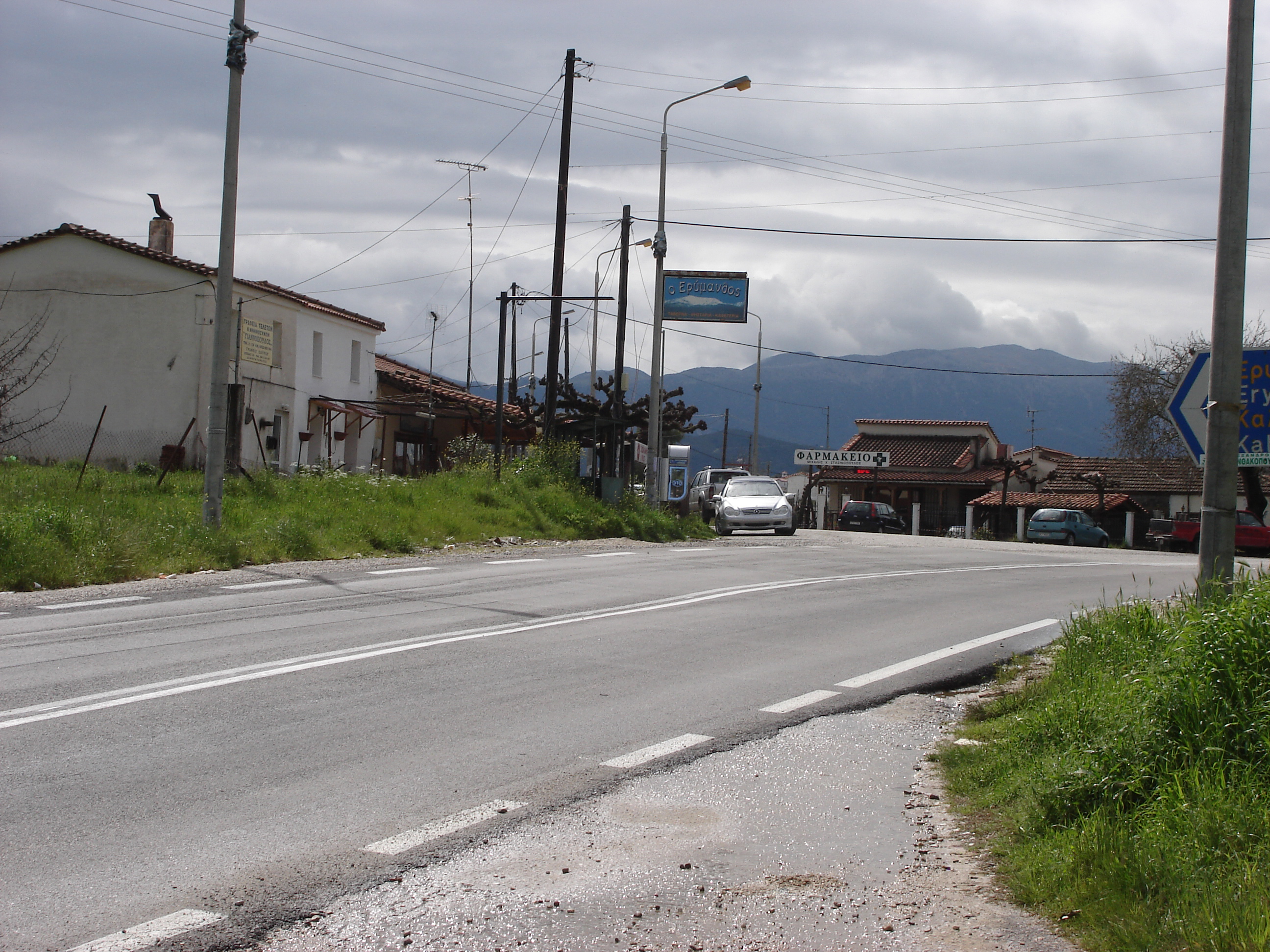

## Tracé
| Km     | Agglomérations lieux | Carte interactive |
| ------ | -------------------- | ----------------- |
| 0 km   | Patras               |                   |
| km     | Ovryá                |                   |
| km     | Stavrodrómi (en)     |                   |
| 54 km  | Agía Triáda          |                   |
| km     | Antróni (en)         |                   |
| 80 km  | Lámbia               |                   |
| km     | Tripótama            |                   |
| km     | Paleós Páos          |                   |
| 130 km | Panagítsa            |                   |
| 142 km | Vlachérna            |                   |